# Fritillaria rixii
Fritillaria rixii là một loài thực vật có hoa trong họ Liliaceae. Loài này được Zaharof miêu tả khoa học đầu tiên năm 1986.